# Eduardo Galeano
Eduardo Germán María Hughes Galeano (ur. 3 września 1940 w Montevideo, Urugwaj, zm. 13 kwietnia 2015 tamże) – urugwajski dziennikarz, którego książki przetłumaczono na wiele języków świata. Jego dzieła wykraczają poza utarte ramy gatunków literackich, łącząc w sobie elementy dokumentu, fikcji, reportażu, analizy politycznej i historycznej. Sam autor nie godzi się z określeniem, jakoby był historykiem: „Jestem pisarzem ogarniętym obsesją pamiętania, pamiętania o przeszłości Ameryk szczególnie, a nade wszystko o przeszłości Ameryki Łacińskiej, mojej ziemi ojczystej skazanej na zapomnienie”.

## Życie
Galeano przyszedł na świat w Montevideo, w należącej do klasy średniej katolickiej rodzinie o rodowodzie europejskim, której przodkowie wywodzili się z Walii, Niemiec, Hiszpanii i Włoch. 
Jak wielu chłopców w Ameryce Łacińskiej, Galeano marzył o karierze piłkarza, co znalazło swój wyraz w niektórych jego książkach, np. w El fútbol a sol y sombra. Jako nastolatek, próbował Galeano najprzeróżniejszych zajęć: mechanika samochodowego, inkasenta, malarza szyldów i plakatów, posłańca, maszynisty, kasjera w banku. W wieku lat 14 sprzedaje swój pierwszy komiks polityczny El Sol - tygodnikowi Socjalistycznej Partii Urugwaju. 
We wczesnych latach 60. rozpoczyna swą karierę dziennikarską jako redaktor wpływowego tygodnika Marcha, do którego pisali m.in.: Mario Vargas Llosa, Mario Benedetti, Manuel Maldonado Denis czy Roberto Fernández Retamar. Przez dwa lata jest redaktorem dziennika Época a także pełni funkcję redaktora naczelnego University Press. 
W 1973, po wojskowym przewrocie w Urugwaju, Galeano zostaje aresztowany, a następnie zmuszony do opuszczenia kraju. Osiedla się w Argentynie, gdzie zakłada magazyn kulturalny Crisis.
Z kolei w roku 1976, po krwawym przewrocie wojskowym, władzę w Argentynie sprawuje reżim Videla. Nazwisko Galleano znajduje się na liście skazanych przez szwadrony śmierci. Pisarz ucieka ponownie, tym razem do Hiszpanii, gdzie pisze swą słynną trylogię: Memoria del fuego (Pamięć Ognia).
Na początku roku 1985 Galeano powraca do Montevideo.
Zwycięstwo Tabaré Vázqueza i koalicji tzw. Nowej Mniejszości w wyborach prezydenckich w 2004 to początek pierwszego lewicowego rządu w historii Urugwaju. Galeano pisze do amerykańskiego „The Progressive” artykuł zatytułowany Where the People Voted Against Fear („Tam, gdzie ludzie wybrali przeciw strachowi”), w którym pokazuje swe poparcie dla nowego rządu. Stwierdza tam też, że naród Urugwaju wykazał „zdrowy rozsądek” i „był już zmęczony oszustwami” tradycyjnie rządzących partii Colorado i Blanco.
Po utworzeniu w 2005 roku w Caracas, Venezuela TeleSUR, panlatynoamerykańskiej stacji telewizyjnej, Galeano wraz z innymi lewicującymi intelektualistami (m.in. Tariq Ali i Adolfo Pérez Esquivel) zostaje jednym z 36 członków komitetu doradczego tej sieci.
26 stycznia 2006 roku Galeano przyłącza się do apelu o uznanie niepodległości Portoryko. Wraz z innymi latynoamerykańskimi osobistościami świata międzynarodowej kultury jak: laureat literackiej Nagrody Nobla Gabriel García Márquez, Mario Benedetti, Ernesto Sábato, Thiago de Mello, Carlos Monsiváis, Pablo Armando Fernández, Jorge Enrique Adoum, Luis Rafael Sánchez, Mayra Montero, Ana Lydia Vega czy słynny kompozytor i bard Pablo Milanés, sygnuje ogłoszoną przez Kongres Ameryki Łacińskiej i Karaibów deklarację niepodległości Portoryko, którą w listopadzie 2006 jednogłośnie ratyfikowali przedstawiciele partii politycznych reprezentujący 22 kraje Ameryki Łacińskiej. Podpis na powyższym dokumencie składa Galeano na wezwanie Niepodległościowej Partii Portoryko (PIP).
Dnia 10 lutego 2007, Galeano przeszedł pomyślnie operację usunięcia nowotworu płuca.

## Dzieła
Las venas abiertas de América Latina (Otwarte żyły Ameryki Łacińskiej) jest najlepiej znanym dziełem pisarza. W książce tej analizuje on historię Ameryki Łacińskiej jako całości, od odkrycia przez Europejczyków, aż do dziś. Sprzeciwia się w Las venas... ekonomicznemu wyzyskowi i politycznej dominacji Europy, a później i USA nad regionem. Jest to pierwsza z jego wielu książek przetłumaczonych na język angielski przez Cedrica Belfrage'a; weszła do kanonu literatury latynoamerykańskiej. 
Memoria del fuego (Historia Ognia) to trzytomowa opowieść o historii obu Ameryk. Bohaterowie to postaci historyczne: generałowie, artyści, rewolucjoniści, robotnicy, konkwistadorzy i podbici sportretowani w krótkich historiach odzwierciedlających kolonialną historię kontynentów. Trylogię rozpoczynają prekolumbijskie mity stworzenia a kończą wydarzenia lat 80. XX wieku. Galeano przybliża tu nie tylko kolonialne brzemię Ameryk, skupia się też – a nawet przede wszystkim – na długiej historii oporu: od heroicznych aktów oporu jednostki, aż po rewolucje masowe. 
Memoria del fuego została ciepło odebrana przez krytyków literackich. Galeano był porównywany do Johna Dos Passos i Gabriela Garcii Márqueza. Ronald Wright pisze w Times Literary Supplement: „Wielcy pisarze... rozmontowują stare gatunki i tworzą nowe. Ta trylogia napisana przez jednego z najzuchwalszych i najbardziej uznanych authorów południowoamerykańskich wymyka się wszelkiej klasyfikacji”.
El libro de los abrazos (Książka uścisków) została w New York Times Book Review oceniona przez Jaya Periniego jako prawdopodobnie najodważniejsza książka Galleano. Jest to kolekcja krótkich, często lirycznych, historii odzwierciedlających poglądy pisarza na emocje, sztukę, kulturę, politykę i podstawowe wartości. Książka zawiera także kąśliwą krytykę współczesnego społeczeństwa konsumpcyjnego, a także obraz umysłu idealnego. To ostatnia z książek Galeano przetłumaczona przez Cedrica Belfrage, przed śmiercią tłumacza w roku 1991.
Pisarz był także zapalonym kibicem piłki nożnej; wydany w 1995 roku El fútbol a sol y sombra (Futbol w słońcu i cieniu) to przegląd historii tej gry. Galeano porównuje grę w piłkę nożną do przedstawienia teatralnego, do wojny. Krytykuje nieświęty sojusz futbolu z wielkimi przedsiębiorstwami, zbija jednak ataki lewicowych intelektualistów, którzy odrzucają grę z pobudek ideowych.
Galeano pisał regularnie do „The Progressive” i do „New Internationalist”. Jego teksty publikowane były także przez „Monthly Review” i „The Nation”.

### Cytaty
Galeano był znany ze słynnego zdania: Ludzie siedzieli w więzieniach, żeby ceny mogły być wolne, odnoszącego się do cywilno-wojskowej administracji w latach 1973–1985

## Książki
- Los días siguientes (1963)
- China (1964)
- Guatemala (1967 - Guatemala: Occupied Country)
- Reportajes (1967)
- Los fantasmas del día del léon y otros relatos (1967)
- Su majestad el fútbol (1968)
- La crisis económica (1969)
- Las venas abiertas de América Latina (1971) Otwarte żyły Ameryki Łacińskiej, przeł. z hisz. Irena Majchrzakowa, Marek Majchrzak, Kraków : Wydaw. Literackie (1983)
- Siete imágenes de Bolivia (1971)
- Violencia y enajenación (1971)
- Crónicas latinoamericanas (1972)
- Vagamundo (1973) ISBN 84-7222-307-8
- La canción de nosotros (1975) ISBN 84-350-0124-5
- Conversaciones con Raimón (1977) ISBN 84-7432-034-8
- Días y noches de amor y de guerra (1978) ISBN 84-7222-891-6 Dnie i noce miłości i wojny; z hiszp. przeł. Maria Dembowska. Warszawa: „Książka i Wiedza” (1987)
- La piedra arde (1980)
- Voces de nuestro tiempo (1981) ISBN 84-8360-237-7
- Memoria del fuego (1982–1986) ISBN 84-323-0439-5 Memory of Fire ISBN 0-394-54805-1 (v. 1)
- Guatemala: un pueblo en lucha (1983) ISBN 84-85781-18-X
- Aventuras de los jóvenes dioses (1984)
- Ventana sobre Sandino (1985)
- Contraseña (1985) ISBN 950-9413-06-2
- El descubrimiento de América que todavía no fue y otros escritos (1986) ISBN 84-7668-105-4
- El tigre azul y otros artículos (1988)
- Entrevistas y artículos (1962–1987) (1988)
- El libro de los abrazos (1989) ISBN 84-323-0670-3 The Book of Embraces ISBN 0-393-02960-3
- Nosotros decimos no (1989) ISBN 84-323-0675-4 We Say No ISBN 0-393-30898-7
- América Latina para entenderte mejor (1990)
- Palabras: antología personal (1990)
- An Uncertain Grace with Fred Ritchin, photographs by Sebastiao Salgado (1990) ISBN 0-89381-421-0
- Ser como ellos y otros artículos (1992) ISBN 84-323-0761-0
- Amares (1993)
- Las palabras andantes (1993) ISBN 84-323-0814-5 Walking Words ISBN 0-393-03782-7
- Úselo y tírelo (1994) ISBN 950-742-542-X
- El fútbol a sol y sombra (1995) ISBN 84-323-0879-X Blaski i cienie futbolu; z hiszp. przeł. Maciej Zglinicki. Warszawa : „Polityka Spółdzielnia Pracy” (2012); kolejne wydanie pod tytułem Futbol w słońcu i w cieniu, SQN (2022).
- Mujeres (1996) ISBN 968-6719-51-2
- Apuntes para el fin de siglo: antología (1997) ISBN 950-860-055-1
- 100 relatos breves: antología (1998?) ISBN 950-860-066-7
- Patas arriba: la escuela del mundo al revés (1998) 8432309745 Upside Down: A Primer for the Looking-Glass World (2000) ISBN 0-8050-6375-7
- I Am Rich Potosi: The Mountain That Eats Men photographs by Stephen Ferry (1999)
- Tejidos: antología (2001) ISBN 84-8063-500-2
- Bocas del tiempo (2004) ISBN 9974-620-16-3 Voices of time: a life in stories ISBN 978-0-8050-7767-4